# Michael Stanley (remero)
Michael Rowland Stanley (Lower Hutt, 6 de noviembre de 1957) es un dirigente deportivo y deportista neozelandés que compitió en remo. Ganó dos medallas de oro en el Campeonato Mundial de Remo, en los años 1982 y 1983.
Entre 2009 y 2022 fue el presidente del Comité Olímpico de Nueva Zelanda.

## Palmarés internacional
| Campeonato Mundial | Campeonato Mundial | Campeonato Mundial | Campeonato Mundial |
| Año                | Lugar              | Medalla            | Prueba             |
| ------------------ | ------------------ | ------------------ | ------------------ |
| 1982               | Lucerna (Suiza)    | Medalla de oro     | Ocho con timonel   |
| 1983               | Duisburgo (RFA)    | Medalla de oro     | Ocho con timonel   |